# Élections législatives de 1986 dans la Manche
Les élections législatives françaises de 1986 ont lieu le 16 mars 1986. Dans le département de la Manche, cinq députés sont à élire dans le cadre d'un scrutin proportionnel par liste départementale à un seul tour.

## Élus
| Député élu         |  | Parti     |
| ------------------ |  | --------- |
| Pierre Godefroy    |  | RPR       |
| Jean-Marie Daillet |  | UDF (CDS) |
| René André         |  | RPR       |
| Olivier Stirn      |  | PS (app.) |
| Louis Darinot      |  | PS        |

## Positionnement des partis
Dans le département de la Manche, sept listes sont en présence.
À gauche, on en dénombre trois. La liste « Pour une majorité de progrès avec le président de la République » de la majorité socialiste sortante est conduite par Olivier Stirn (UCR), député sortant du Calvados, dont le « parachutage » a donné lieu à quelques remous, celle des Verts par Daniel Bosquet et celle du Parti communiste par Jean-Claude Forafo.
Du côté de l'opposition de droite, le Rassemblement pour la République et l'Union pour la démocratie française présentent une « liste d'union de l'opposition, pour la Manche, pour la France » mais doivent faire face à une liste dissidente, intitulée « Confiance dans la Manche » et emmenée par Denis Gautier-Sauvagnac (ex-RPR).
Enfin, Fernand Le Rachinel dirige la liste du Front national dite de « Rassemblement national » et Philippe Clément, celle du Mouvement pour un parti des travailleurs (extrême gauche).

## Résultats

### Résultats à l'échelle du département
| Liste Parti politique | Liste Parti politique                                                                                | Tête de liste           | Tour unique | Tour unique | Sièges |
| Liste Parti politique | Liste Parti politique                                                                                | Tête de liste           | Voix        | %           | Sièges |
| --------------------- | --- | ----------------------- | ----------- | ----------- | ------ |
|                       | Liste d'union de l'opposition, pour la Manche, pour la France Rassemblement pour la République (UDF) | Pierre Godefroy         | 111 868     | 45,19       | 3      |
|                       | Pour une majorité de progrès avec le président de la République Parti socialiste (UCR)               | Olivier Stirn           | 68 914      | 27,84       | 2      |
|                       | Confiance dans la Manche Divers droite (diss. Rassemblement pour la République)                      | Denis Gautier-Sauvagnac | 26 458      | 10,69       | 0      |
|                       | Rassemblement national Front national                                                                | Fernand Le Rachinel     | 19 139      | 7,73        | 0      |
|                       | Les Verts - L'alternative pour la Manche Les Verts                                                   | Daniel Bosquet          | 10 381      | 4,19        | 0      |
|                       | Liste présentée par le Parti communiste français Parti communiste français                           | Jean-Claude Forafo      | 8 749       | 3,53        | 0      |
|                       | Mouvement pour un parti des travailleurs Extrême gauche (Mouvement pour un parti des travailleurs)   | Philippe Clément        | 2 043       | 0,82        | 0      |
|                       | |                         |             |             |        |
| Inscrits              | Inscrits                                                                                             | Inscrits                | 337 647     | 100,00      | 6      |
| Abstentions           | Abstentions                                                                                          | Abstentions             | 75 520      | 22,37       |        |
| Votants               | Votants                                                                                              | Votants                 | 262 127     | 77,63       |        |
| Blancs et nuls        | Blancs et nuls                                                                                       | Blancs et nuls          | 14 575      | 5,56        |        |
| Exprimés              | Exprimés                                                                                             | Exprimés                | 247 552     | 94,44       |        |

### Listes complètes en présence
| Liste Étiquette politique (partis et alliances) | Liste Étiquette politique (partis et alliances)                                                                                     | Candidats (et remplaçants éventuels) |
| ----------------------------------------------- | --- | --- |
|                                                 | Liste d'union de l'opposition, pour la Manche, pour la France Rassemblement pour la République - Union pour la démocratie française | 1. Pierre Godefroy (RPR) 2. Jean-Marie Daillet (CDS) 3. René André (RPR) 4. Jack Breton (PR) 5. Jean Tissot (RPR) ————————————6. Claude Gatignol (PR) 7. Alain Cousin (RPR) |
|                                                 | Pour une majorité de progrès avec le président de la République Parti socialiste - Divers gauche                                    | 1. Olivier Stirn 2. Louis Darinot 3. Jacqueline Lepesant 4. Georges Jourdam 5. René Vaillant ————————————6. Richard Catherine 7. Jean-Yves Leclerc                          |
|                                                 | Confiance dans la Manche Divers droite - Rassemblement pour la République dissident                                                 | 1. Denis Gautier-Sauvagnac 2. Jean-Claude Lemoine 3. Louis Delahaye 4. Jean Bizet 5. Roger Nicault ————————————6. Gilles Boulon-Lefèvre 7. Michel Cottebrune                |
|                                                 | Rassemblement national Front national                                                                                               | 1. Fernand Le Rachinel 2. Rose-Marie Éon-Bazin 3. Jacques Duchemin 4. Daniel Tariolle 5. Huguette Tardif de Moidrey ————————————6. René Bourdin 7. Étienne Ogier de Maulny  |
|                                                 | Les Verts - L'alternative pour la Manche Les Verts                                                                                  | 1. Daniel Bosquet 2. Christian Dewaele 3. Pascale Lefebvre 4. Jacky Bonnan 5. Françoise Fortin ————————————6. Raymond Girard 7. Jean-Claude Magalhaes                       |
|                                                 | Liste présentée par le Parti communiste français Parti communiste français                                                          | 1. Jean-Claude Forafo 2. Émile Doucet 3. Guy Allières 4. Ginette Bihel 5. Jeanine Collart ————————————6. Jean Nagat 7. Jean-Michel Blimer                                   |
|                                                 | Liste du Mouvement pour un parti des travailleurs Manche Mouvement pour un parti des travailleurs                                   | 1. Philippe Clément 2. Gilles Carcagno 3. Patrick Ledot 4. Claude Kadz 5. Yolande Ménage ————————————6. Luce Eudier-Niel 7. Emmanuelle Rivrin                               |